# Maria Lassnig
Maria Eleonora Lassnig, ursprungligen Gregorc, född 8 september 1919 i Kappel am Krappfeld, död 6 maj 2014 i Wien, var en österrikisk målare och grafiker.

## Biografi
Maria Lassnig föddes 1919 utanför äktenskapet i Kappel am Krappfeld i det österrikiska förbundslandet Kärnten den 8 september 1919. De första sex åren bodde hon hos sin mormor. 1925 flyttade hon till sin mor som hade gift sig med en bagare i Klagenfurt och antog sin mors nya efternamn Lassnig. Där utbildade hon sig till folkskollärare.
På hösten 1940 började Maria Lassnig studera måleri vid Akademie der bildenden Künste i Wien. Efter att hon hade avslutat sina studier 1945 flyttade hon tillbaka till Klagenfurt. Där mötte hon 1948 den 10 år yngre målaren Arnulf Rainer som hon blev sambo med. 1949 hade hon sin första självständiga utställning i Klagenfurt där hon visade bilder i expressionistisk stil. Hon var också intresserad av surrealism.
1951 flyttade Maria Lassnig till Wien igen. Hon anslöt sig till konstnärsgruppen Art-Club och medverkade i den mera radikala ”Hundsgruppe”. Samma år fick hon ett resestipendium till Paris. Där kom hon i kontakt med abstrakt konst och såg för första gången verk av Jackson Pollock och Georges Mathieu. Från och med 1954 studerade hon hos Albert Paris Gütersloh på Akademie der bildenden Künste i Wien i ytterligare tre år. Hon övergick vid den här tiden till informell konst som hon tillsammans med Arnulf Rainer introducerade i Österrike.

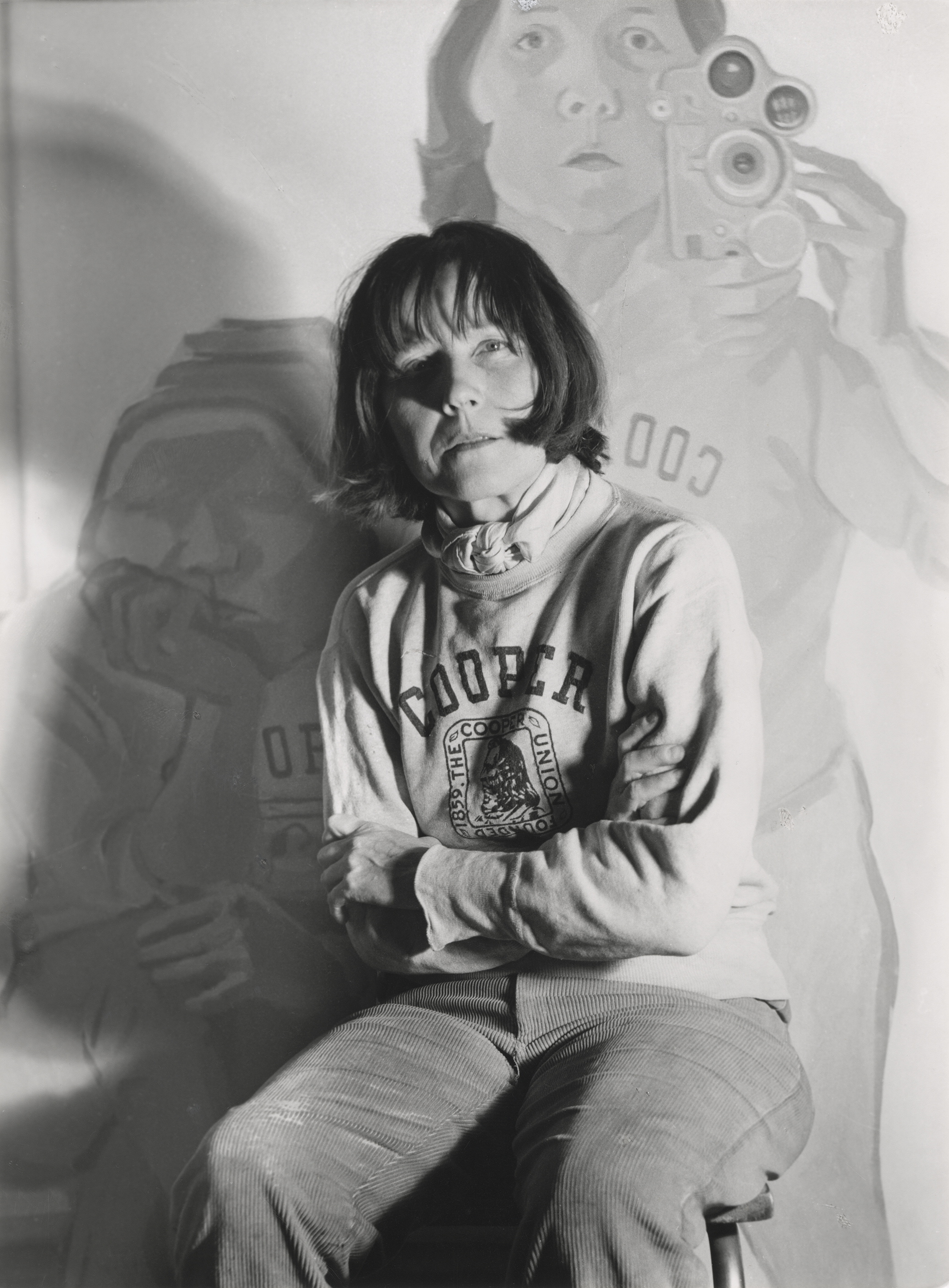
Lassnig på ett fotografiskt självporträtt framför Dubbelsjälvporträtt med kamera (1974).

Från 1960 till 1968 bodde hon i Paris och mellan 1968 och 1980 i New York. I New York gick hon en kurs i animation på School of Visual Arts. Hon arbetade också tidvis som animatör eftersom hon inte kunde leva på sin konst.
1980 återvände Maria Lassnig till Österrike och fick en professorstjänst vid  Universität für angewandte Kunst i Wien. Hon var därmed den första kvinnliga professorn för måleri i de tyskspråkiga länderna. 1982 grundade hon Österrikes enda undervisningsstudio för experimentell animerad film. 
På 1980-talet kom också hennes internationella genombrott. Hon medverkade på documenta 7 i Kassel 1982 och hade utställningar i bland annat Düsseldorf, Berlin och Luzern. På 1990-talet ställde hon ut i Paris, New York, Den Haag, Zürich, München och Rom och medverkade på documenta X i Kassel 1997.

## Verk
Maria Lassnig började måla i expressionistisk och surrealistisk stil. På 1950-talet övergick hon till informell konst och tachism och blev en av dess pionjärer i Österrike.

Oavsett stil står visualiseringen av kroppsförnimmelsen som hon kallade för ”body awareness” i centrum för hennes måleri. Det är oftast självporträtt där hon försökte måla inte det hon såg utan det hon kände. Färgen har en central betydelse i de här målningarna då de associeras med olika kroppskänslor som t ex smärta, tryck m m men även cancerångest, död och förruttnelse. Hennes koncept av ”body awareness” gör henne till en föregångare av den feministiska bodyart och den österrikiska konstriktningen Wienaktionism.
Andra återkommande teman är relationen till andra människor, djur och teknik samt våld och krig. Hon skapade också skulpturer och kortfilmer.

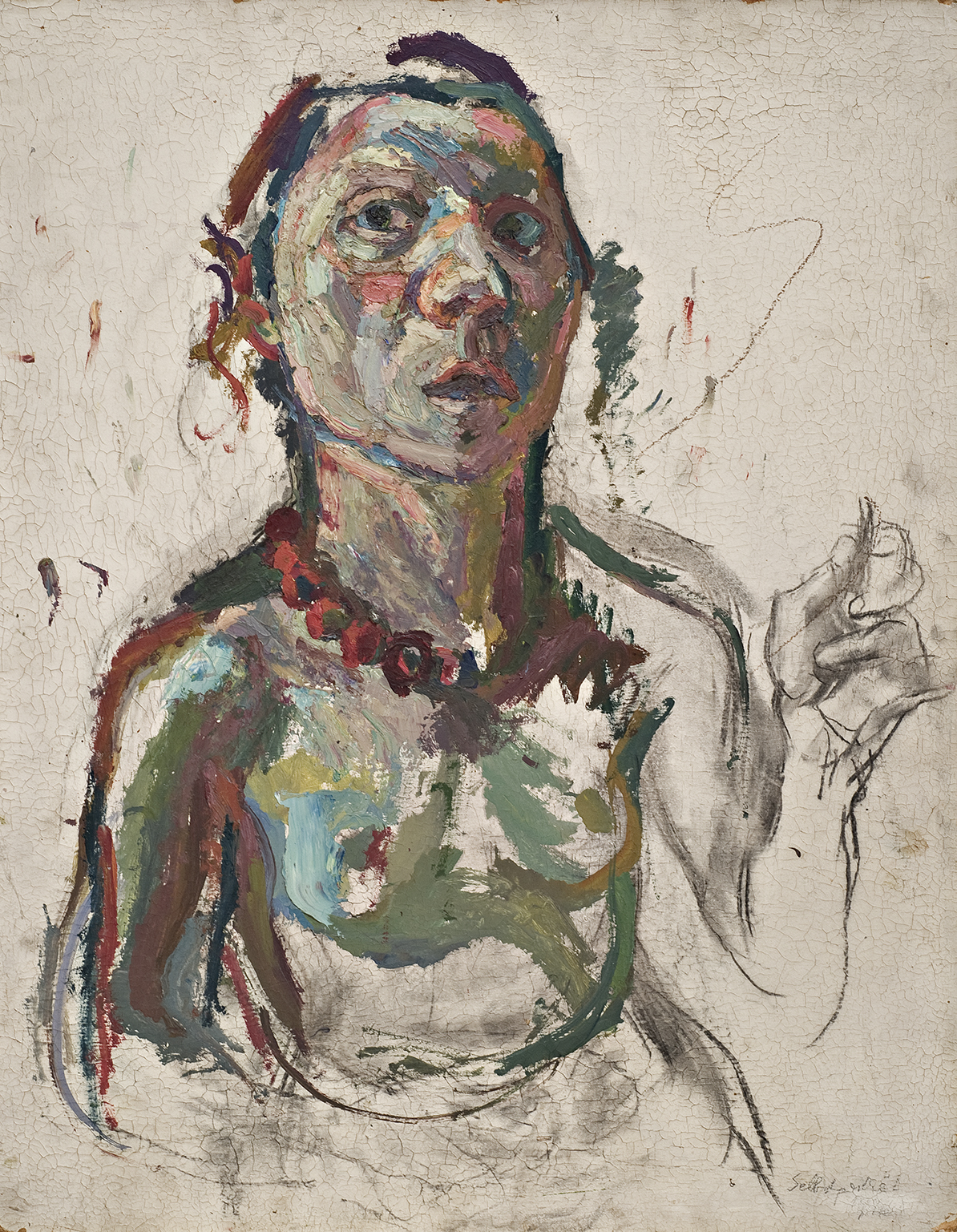
Självporträtt expressiv, målning 1945
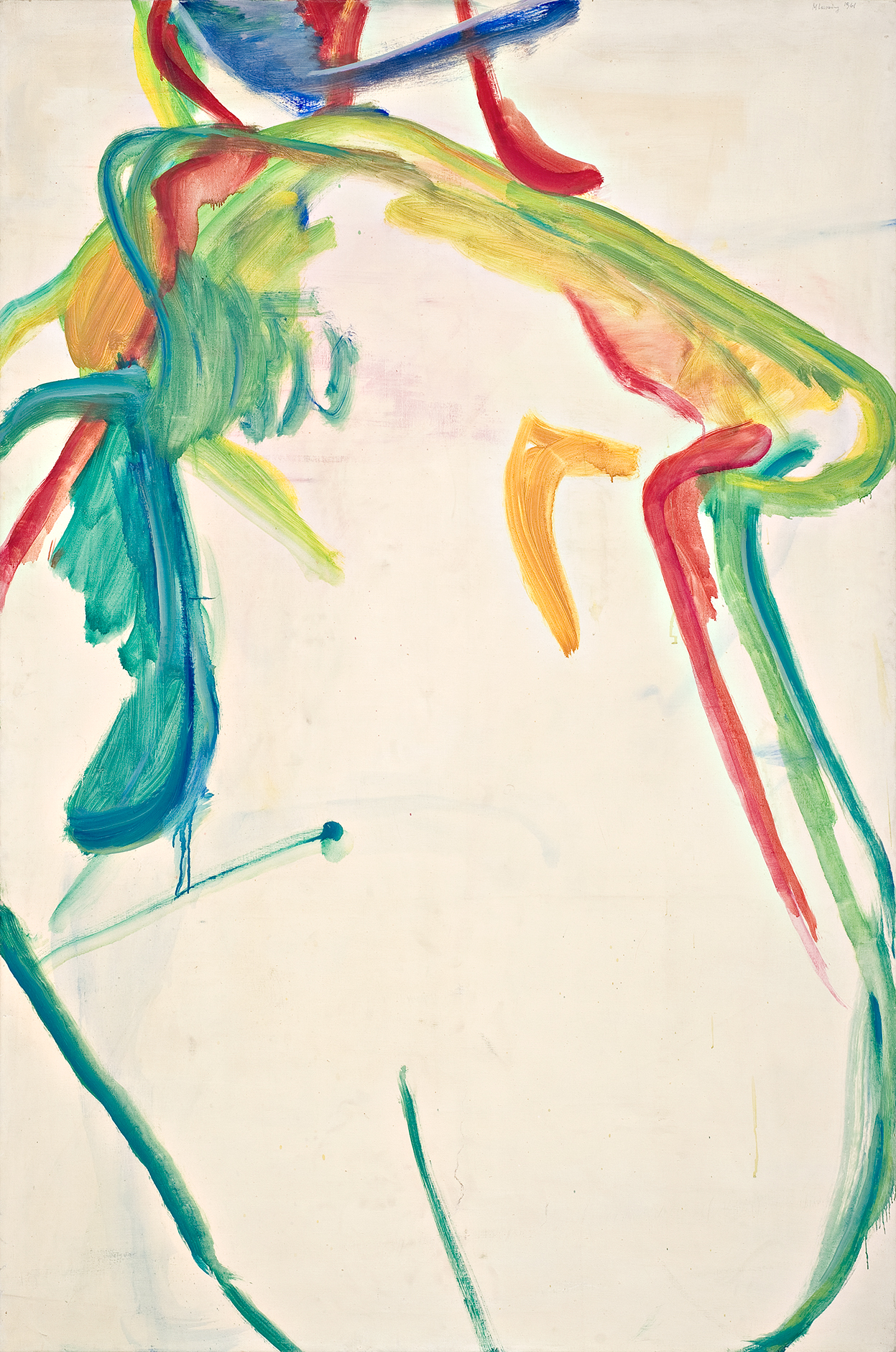
Tjocka Gröna, målning 1961
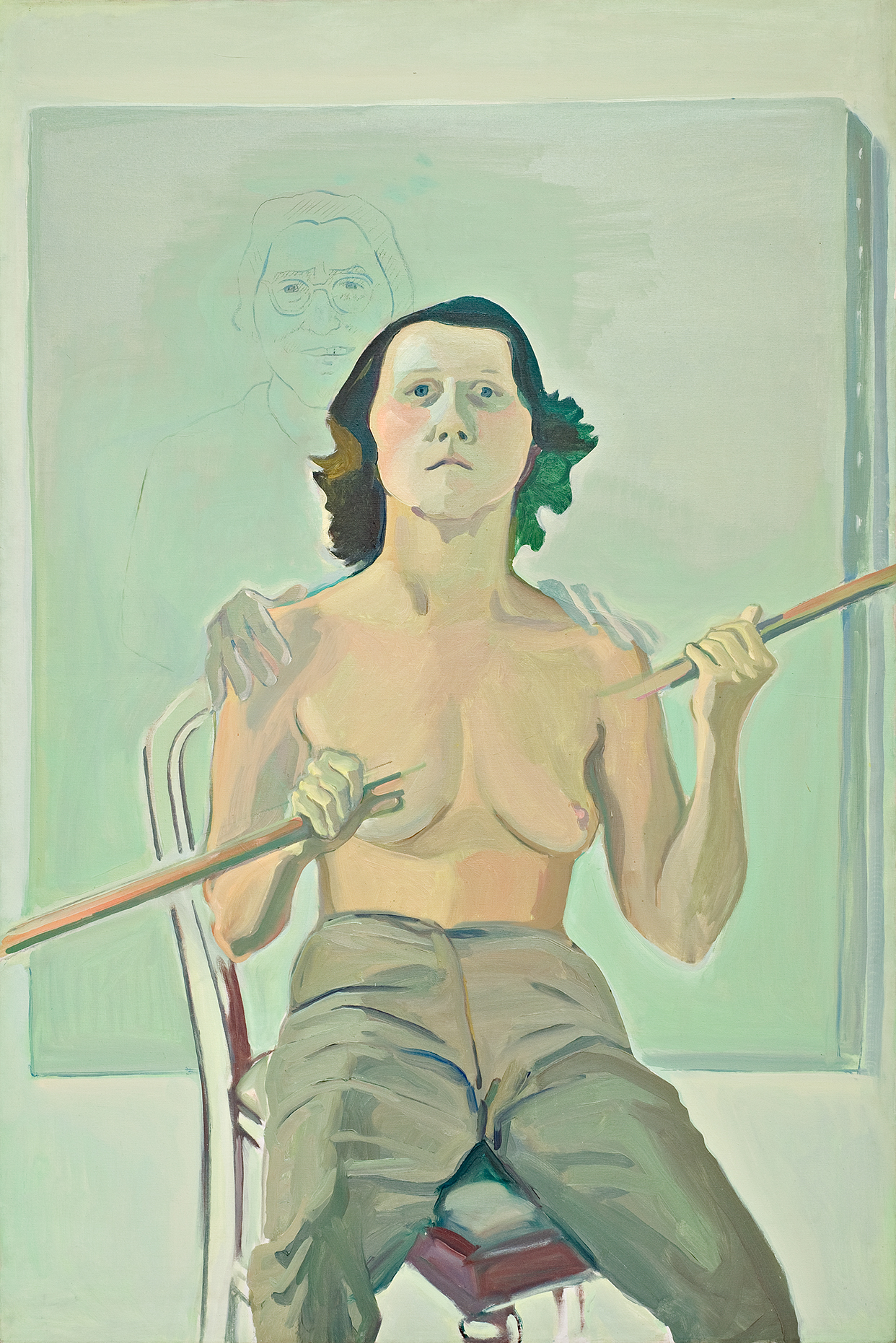
Självporträtt med stab, målning 1971
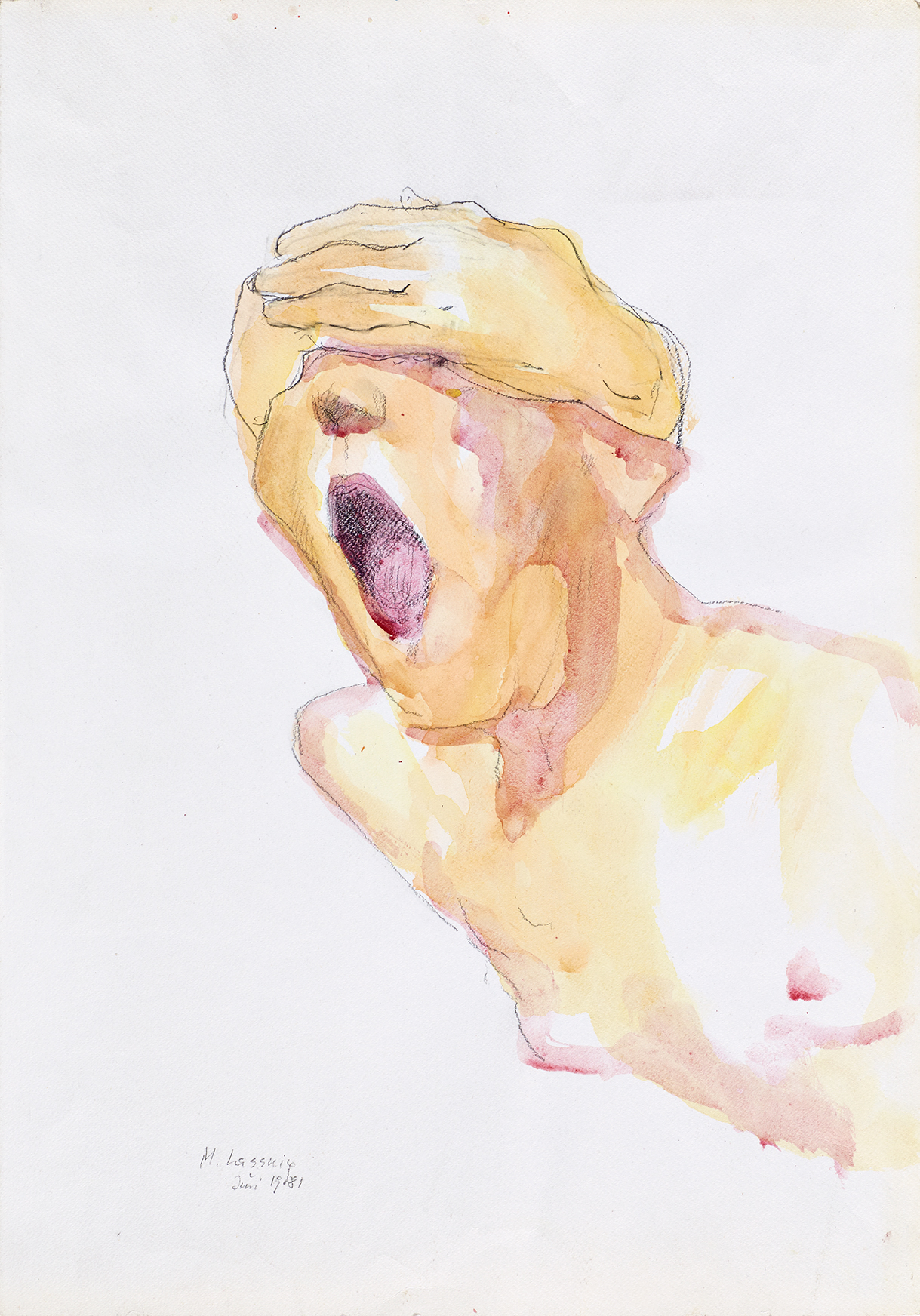
Zeichnung Utan titel (Skrikande), teckning 1981
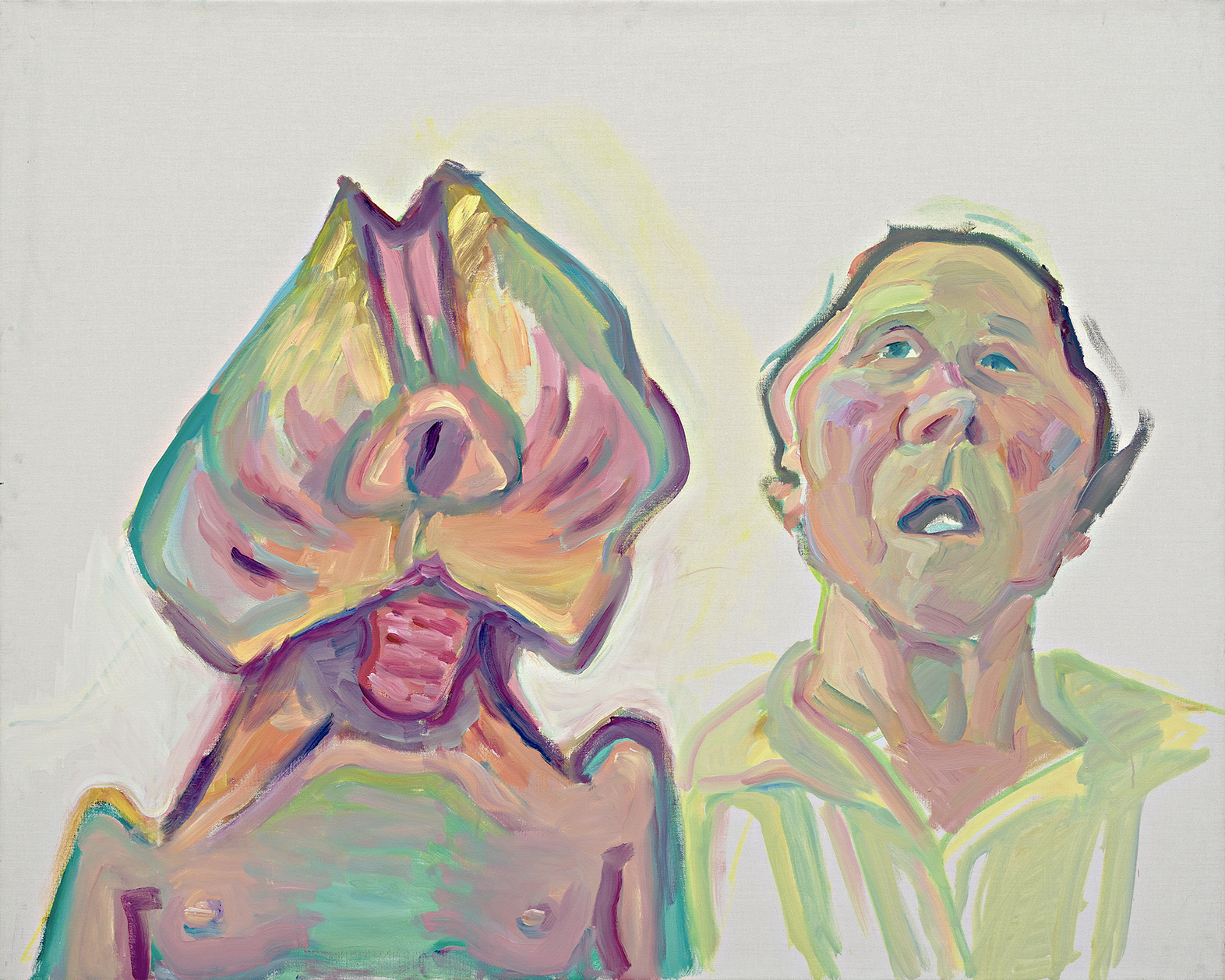
Två sätt att vara (Dubbelsjälvporträtt), målning 2000

## Maria Lassnig pris
2015 grundades en stiftelse med uppgiften att sköta hennes oeuvre och förvalta hennes kvarlåtenskap. 2017 inrättade stiftelsen ett konstpris värd 50 000 euro som delas ut vartannat år. Samtidigt hedras pristagaren med en utställning som organiseras tillsammans med en konstinstitution.
- 2017 fick den brittiska konstnärinnan Cathy Wilkes priset, utställningen av hennes verk ägde rum på MoMA PS1 i New York 2018.[12]
- 2019 gick priset till den indiska konstnärinnan Sheela Gowda. Verksutställningen organiserades i kooperation med Städtische Galerie im Lenbachhaus und Kunstbau München.
- 2021 års pris tilldelades målaren Atta Kwami från Ghana.[13] Partnerinstitution för utställningen är Serpentine Gallery i London.